# Захват турецкого консульства в Париже
Операция ВАН (арм. «Վան» գործողություն) — операция по захвату турецкого консульства в Париже, осуществлённая армянской боевой организацией АСАЛА 24 сентября 1981 года.

## Ход операции
Четыре армянина из Группы имени Егии Кешишяна (командир Вазген Сислян, Акоп Джулфаян, Геворк Гюзелян, Арам Басмаджян) в течение 15 часов удерживали турецкое консульство в Париже. Ворвавшись в консульство, они тяжело ранили консула Кая Инала и представителя службы безопасности Джемаля Озена. Два боевика при этом получили ранения. Бойцы захватили 56 заложников; некоторые из которых, по всей видимости, помогали боевикам. В итоге, боевики разрешили отправить раненных Инала и Озена в больницу, где Озен скончался от ранений.

Требование боевиков освободить «армянских и нескольких турецких и курдских политических заключённых в Турции» было отклонено. Турецкий посол во Франции Аднан Булак (Adnan Bulak) сделал по этому поводу заявление: 
В Турции нет армянских политических заключённых. И мы не сотрудничаем с террористами. Такова политика турецкого правительства! Может, у нас и есть несколько турецких политических заключённых армянского происхождения, - но это не армянские политические заключённые!
Боевики приняли решение сдаться французским властям, попросив признать за ними статус политических заключённых. Главный армянский политзаключённый — священник Манвел Еркатян — по требованию европейских держав, всё же был освобождён.

## Суд
Все четыре боевика оказались молодыми армянами из Ливана, членами АСАЛА. В Париже прошёл суд, в котором участвовали героиня Французского сопротивления Мэлине Манушян — вдова Мисака Манушяна; известная певица Лиз Сарьян и др. Адвокатом боевиков был будущий член парламента и министр промышленности Франции Патрик Деведжян. После слов «подсудимые, встаньте!» встали все присутствовавшие в зале суда армяне. Трое из боевиков были выпущены в 1986 г. и уехали в Ливан, двое из них потом переехали в Армению.
Один из боевиков — Арам Басмаджян, покончил жизнь самоубийством в тюрьме и был похоронен на кладбище Пер-Лашез.
Приговор французского суда представлял яркий контраст с аналогичными процессами над армянскими боевиками, проходившими в то же время в США и Югославии, где они получили максимальные сроки. Так, убийца турецкого консула в Лос-Анджелесе Кемаля Арикана 19-летний Хампиг Сасунян был приговорён судом присяжных к пожизненному заключению. Суд США в 2006 году и в 2010 году отклонил просьбу Сасуняна о помиловании, однако в декабре 2019 года Хампига освободили из-под стражи.
Впоследствии в международной прессе появилась информация, что французское правительство, якобы, заключило с боевиками соглашение, одним из условий которого было вынесение мягких приговоров участникам нападения на турецкое консульство в обмен на прекращение акций АСАЛА на французской территории. Однако, едва ли это соответствовало действительности. Ибо позднее АСАЛА устроила взрыв в аэропорту Орли, который унёс жизни 8 человек, 4 из которых были французами. По заявлению профессора Гантера, это стало демонстрацией банкротства проводимой правительством Франции политики.